# Isaac Christie-Davies
Isaac David Christie-Davies (Brighton, 18 oktober 1997) is een Engels-Welsh voetballer.

## Carrière
Christie-Davies ruilde de jeugd van Chelsea FC, waarmee hij in 2016 de UEFA Youth League won, in 2018 in voor Liverpool FC. Op 17 december 2019 maakte hij zijn officiële debuut in het eerste elftal van de club: in de kwartfinale van de League Cup kreeg hij een basisplaats tegen Aston Villa. Liverpool werkte deze wedstrijd af met een beloftenelftal omdat het eerste elftal minder dan een dag later op het WK voor clubs in Qatar tegen CF Monterrey moest aantreden. Liverpool verloor de bekerwedstrijd tegen Aston Villa met 5-0.
In januari 2020 leende Liverpool hem voor de rest van het seizoen uit aan de Belgische eersteklasser Cercle Brugge. Tijdens de winterstage in Malta scoorde hij in een oefenwedstrijd tegen FC Augsburg. Wegens blessurelast en de vroegtijdige stopzetting van de competitie vanwege de coronapandemie maakte hij echter nooit zijn officiële debuut voor Cercle Brugge. Wel kreeg Cercle achteraf een boete van de FIFA omdat er in het huurcontract met Liverpool werd bepaald dat de vereniging tussen de 50.000 en 150.000 euro zou moeten betalen als Christie-Davis niet zou starten in minstens de helft van de matchen, wat een inbreuk was op het TPO-verbod.
In september 2020 ondertekende Christie-Davies een contract voor drie seizoenen bij de Engelse tweedeklasser Barnsley FC. Nog voor hij zijn officiële debuut voor de club had gemaakt werd hij in januari 2021 voor de rest van het seizoen uitgeleend aan de Slowaakse eersteklasser DAC 1904 Dunajská Streda, waar zijn ex-Cercle-trainer Bernd Storck toen trainer was.

## Clubstatistieken
| Seizoen         | Club                  | Land               | Competitie         | Competitie | Competitie | Beker | Beker | Supercup | Supercup | Europees | Europees | Totaal | Totaal |
| Seizoen         | Club                  | Land               | Competitie         | Wed.       | Dlp.       | Wed.  | Dlp.  | Wed.     | Dlp.     | Wed.     | Dlp.     | Wed.   | Dlp.   |
| --------------- | --------------------- | ------------------ | ------------------ | ---------- | ---------- | ----- | ----- | -------- | -------- | -------- | -------- | ------ | ------ |
| 2019/20         | Liverpool FC          | Vlag van Engeland  | Premier League     | 0          | 0          | 1     | 0     | 0        | 0        | 0        | 0        | 1      | 0      |
| 2019/20         | → Cercle Brugge       | Vlag van België    | Jupiler Pro League | 0          | 0          | 0     | 0     | —        | —        | —        | —        | 0      | 0      |
| 2020/21         | Barnsley FC           | Vlag van Engeland  | Championship       | 0          | 0          | 0     | 0     | —        | —        | —        | —        | 0      | 0      |
| 2020/21         | → DAC Dunajská Streda | Vlag van Slowakije | Fortuna Liga       | 9          | 0          | 1     | 0     | —        | —        | 0        | 0        | 10     | 0      |
| Carrière totaal | Carrière totaal       | Carrière totaal    | Carrière totaal    | 9          | 0          | 2     | 0     | 0        | 0        | 0        | 0        | 11     | 0      |

Bijgewerkt op 22 mei 2021.